# 陳婉若
陳婉若（1966年1月31日—），女，前台灣名模，後轉為幕後製作與專業經理人，曾與王偉忠攜手創立明星藝能學園，現為伊林娛樂董事。

## 中天的新聞
2022年出版著作《做個氣派的大人》。

## 仲誼公關顧問股份有限公司專訪
陳婉若,被譽為 「台灣名模教母」

## 台灣副總統
蕭萬長副總統參加《經理人月刊》「2010台灣百大最有價值MVP經理」。

## 外部連結
- 陳婉若 Teresa Chen的Facebook專頁
- 陳婉若的Instagram
- 陳婉若的新浪微博